# Roger Tsien
Roger Yonchien Tsien (kinesiska: 钱永健?, pinyin: Qián Yǒngjiàn), född 1 februari 1952 i New York, död 24 augusti 2016 i Eugene, Oregon, var en amerikansk biokemist och professor på institutionen för kemi och biokemi på University of California, San Diego. Han fick Nobelpriset i kemi 2008 tillsammans med Osamu Shimomura och Martin Chalfie för upptäckt och utveckling av grönt fluorescerande protein, GFP. Roger Tsien bidrog huvudsakligen till den grundläggande förståelsen för hur GFP kan lysa i grönt. Han utökade också färgpaletten så att forskarna kan färglägga proteiner i olika färger och därmed samtidigt följa olika förlopp i kroppen.

## Biografi
Roger Y. Tsien hade kinesisk släktbakgrund och föddes i New York. Han växte upp i Livingston i New Jersey där han även gick i high school. Tsien hade astma som barn, och stannade på grund av det ofta inne. Han tillbringade timmar med att utföra olika kemiska experiment i sitt laboratorium. När han var 16 år vann han första pris i den nationella tävlingen Westinghouse talent search, med ett projekt som gick ut på att undersöka hur metaller binder till tiocyanat.
Tsien var alltid fascinerad och dragen till färger. I hans släkt fanns flera ingenjörer, och även i ung ålder kunde man tidigt ana att han var avsedd för en karriär inom vetenskapen. År 1972 gick Tsien ut Harvard University med en Bachelor of Science i både kemi och fysik. Efter att ha klarat bachelorgraden fick han finansiell hjälp genom Marshall Scholarship till att gå med i det fysiologiska laboratoriet på universitetet i Cambridge i England. År 1977 fick han en Ph.D. från universitetet, och därefter ägnade han, fram till 1981, sin tid som forskardocent i Gonville and Caius College vid universitetet. Som forskarstuderande vid universitetet i Cambridge arbetade Tsien med att utveckla en bättre färg för att spåra kalciumhalterna inuti celler.
2004 tilldelades han Wolfpriset i medicin tillsammans med Robert Weinberg.

## Arbete med GFP
Roger Tsien var den som gjorde mest för vår förståelse för grönt fluorescerande protein (GFP) och dess egenskaper. Han började som ung att arbeta med en bättre färgning för att undersöka kalciumhalter i celler. Detta innebar på den tiden att man injicerade aequorin genom cellmembranet, en process som ofta skadade cellen. Han uppfann därför en kalciumbindande indikator vid namn Quin2, men den var opålitlig och opraktisk.
Tsien övergick sedan till att utforska fluorescerande proteiner och dess möjligheter. Han spelade en nyskapande roll inom forskningen i och med att han visade på den kreativa potentialen hos GFP och presenterade den sedan inom cellbiologin som fick stor användning för den.
Genom att kombinera kemi och biologi fann Tsien sätt att få GFP att lysa klarare och starkare, samt hitta nya färger. Tsien var alltså grundaren till de fluorescerande proteinerna med färgerna gul, blå, cyan och orange bland andra.
Tills nyligen har paletten av fluorescerande proteiner saknat ett infrarött protein. Infraröd har den längsta våglängden och den lägsta energin, och orsakar därmed den minsta cellskadan. Den penetrerar dessutom kroppen längst eftersom den inte absorberas av olika kroppsmateria som till exempel hemoglobin. Tsiens labbgrupp är de som än så länge har lyckats hitta det bästa infraröda fluorescerande proteinet.
Tsien lyckades dessutom uppnå sitt gamla mål om att kunna undersöka kalciumjonhalter i celler genom en mutation av GFP. Proteinet kallas cameleon och är det första genetiskt kodande proteinet som kan användas i detta syfte. Det har fått stor användning inom till exempel neurovetenskapen.

### Tidslinje
- 1994: Tsien visade mekanismen hur GFP-kromoforen formas i en reaktion som kräver syre men utan hjälp från andra proteiner.
- 1994–1998: Tsien och hans medarbetare gjorde olika GFP-mutanter med hjälp av genetisk modifikation och små förändringar av strukturen. Nyskapade varianter av GFP kan skina klarare och visa olika färger så som gult, cyan, och blått.
- 2000–2002: Tsien producerade stabila varianter av DsRED, som kan lysa i nyanser av rött, rosa och orange. Anmärkningsvärt, eftersom då kan komplicerade makromolekylära nätverk i levande organismer märkas genom att använda alla regnbågens färger.
- 2002: Den kritiska strukturella skillnaden mellan GFP och DsRED avslöjades. En extra dubbelbindning i kromoforen i DsRED utsträcker konjugationen och orsakar därmed den röda skiftningen.
- 2002: Monomerisk DsRED utvecklades.

Tsien avled hastigt den 24 augusti 2016, 64 år gammal.